# Димитър Пемперски
Димитър Пемперски е български футболист, полузащитник.

## Биография
Роден е на 25 февруари 1975 в Монтана. Играл е за Монтана, Шумен, Светкавица, Спартак (Плевен) и Видима-Раковски и ФК Черноломец 04 – Попово;. Финалист за Купата на ПФЛ през 1996 г. с Монтана.

## Статистика по сезони
- Монтана – 1993/94 – Б група, 14 мача/1 гол
- Монтана – 1994/95 – A група, 20/3
- Монтана – 1995/96 – A група, 17/2
- Монтана – 1996/97 – Б група, 21/3
- Шумен – 1997/98 – Б група, 26/3
- Светкавица – 1998/99 – Б група, 28/7
- Светкавица – 1999/00 – Б група, 29/8
- Спартак (Плевен) – 2000/01 – Б група, 24/5
- Видима-Раковски – 2002/пр. - Б група, 12/1
- Спартак (Плевен) – 2002/ес. - Б група, 10/1
- Светкавица – 2003/пр. - Б група, 11/1
- Светкавица – 2003/04 – Б група, 24/2
- Светкавица – 2004/05 – Б група, 10/2
- Николово – 2006/---- - A окръжна група, 70/20